# Camprond
Camprond település Franciaországban, Manche megyében. Lakosainak száma 386 fő (2022. január 1.). Camprond Montcuit, Belval, Cambernon, Le Lorey és Savigny községekkel határos.

## Népesség
A település népességének változása:
| Lakosok száma | 350  | 285  | 335  | 340  | 427  | 425  | 411  | 411  | 411  | 386  |
|               | 1968 | 1982 | 1990 | 2006 | 2013 | 2015 | 2017 | 2019 | 2020 | 2022 |